# 2014 en baseball
| Années du baseball : 2011 - 2012 - 2013 - 2014 - 2015 - 2016 - 2017    |
| Décennies du baseball : 1980 - 1990 - 2000 - 2010 - 2020 - 2030 - 2040 |

Les faits marquants de l'année 2014 en Baseball

## Calendriers

### Ligue majeure de baseball
- Ligue majeure de baseball, du 22 mars au mois d'octobre.
- Match des étoiles de la Ligue majeure de baseball, le 14 juillet au Target Field de Minneapolis.

### Autres championnats
- Championnat du Nicaragua, jusqu'en janvier.
- Championnat de Porto-Rico, jusqu'en janvier.
- Ligue vénézuélienne, jusqu'en janvier.
- Ligue australienne, jusqu'en février.
- Classique mondiale de baseball 2014, en mars.
- Championnat de Cuba, jusqu'en mai.
- Ligue mexicaine, jusqu'en août.
- Championnat d'Espagne, jusqu'en juillet.
- Championnat de France, jusqu'en août.
- Championnat de Corée du Sud, jusqu'en octobre.
- Championnat d'Allemagne, jusqu'en octobre.
- Ligues mineures de baseball, jusqu'en septembre.
- Championnat des Pays-Bas, jusqu'en août.
- Championnat du Japon, jusqu'en octobre.
- Championnat d'Italie, jusqu'en août.
- Championnat de Grande-Bretagne, jusqu'en août.
- Coupe d'Europe.
- 34e Championnat d'Europe de baseball, en juillet en Allemagne et en République tchèque.

## Événements

### Janvier
- 8 janvier : les lanceurs Greg Maddux et Tom Glavine et le joueur de premier but Frank Thomas entrent au Temple de la renommée du baseball ;

### Février
- 12 février : Derek Jeter des Yankees de New York annonce qu'il prend sa retraite à la fin de l'année ;

### Mars
- 27 mars : les Tigers de Détroit signent le plus gros contrat de l'histoire du sport, d'un montant de 248 millions de dollars, relatif à l'extension de huit ans du contrat qui les lie à leur joueur de premier but Miguel Cabrera ;
- 28 mars : Mike Trout signe un contrat d'extension de six ans avec les Angels d'Anaheim, d'un montant de 144,5 millions de dollars USD ;

### Avril
- 22 avril : Albert Pujols devient le 26e joueur de l'histoire des Ligues majeures à frapper 500 coups de circuit ; il frappe son 499e coup de circuit au début du match, en première manche, et le 500e au cours de la cinquième manche ;
- 23 avril : le stade historique des Cubs de Chicago, le Wrigley Field, fête son 100e anniversaire.

## Principaux décès
- 5 janvier : Jerry Coleman (en), 89 ans, joueur de deuxième but pour les Yankees de New York et manager des Padres de San Diego.